# تحليل النموذج الإحصائي الأمثل
تحليل النموذج الإحصائي الأمثل (ODA) وتحليل شجرة التصنيف (CTA) المرتبط به طريقتان إحصائيتان تزيدان من دقة التنبؤ. وعند التعامل مع أي عينة محددة وفرضية استكشافية أو تأكيدية يفيد تحليل النموذج الإحصائي الأمثل في تحديد النموذج الإحصائي الذي يحقق أعلى مستوى من الدقة في التنبؤ، ويقيم المعدل الدقيق لحدوث خطأ من النوع الأول، ويقيم إمكانية التعميم. ويمكن تطبيق تحليل النموذج الإحصائي الأمثل على الأبعاد التي تزيد عن الصفر، ويُشار إلى الحالة أحادية البعد باسم النموذج الإحصائي الأمثل أحادي البعد (UniODA) والحالة المتعددة الأبعاد باسم النموذج الإحصائي الأمثل المتعدد الأبعاد (MultiODA). ويعتبر تحليل شجرة التصنيف تعميمًا لتحليل النموذج الإحصائي الأمثل على الشجر غير المتعامد. ومؤخرًا أصبح يُطلق على تحليل شجرة التصنيف “تحليل النموذج الإحصائي الأمثل الهرمي”. ويمكن استخدام تحليل النموذج الإحصائي الأمثل وتحليل شجرة التصنيف لتحديد مجموعة المتغيرات ونقاط الفصل التي تفرق على النحو الأمثل بين فئات الأشياء أو الأحداث. ويمكن استخدام هذه المتغيرات ونقاط الفصل بعد ذلك لتخفيض الأبعاد ومن ثَم بناء نموذج إحصائي قادر على تقديم أفضل توصيف للبيانات.
ويمكن أن ننظر إلى تحليل النموذج الإحصائي الأمثل كتعميم لتحليل التمايز الخطي لفيشر. فتحليل النموذج الإحصائي الأمثل بديل لتحليل التباين ( ANOVA) وتحليل الانحدار، الذي يحاول وصف متغير تابع كمجموعة خطية من الخصائص الأخرى أو القياسات. إلا أن كلاً من تحليل التباين وتحليل الانحدار يعطي متغيرًا تابعًا رقميًا، بينما تحليل النموذج الإحصائي الأمثل يعطي متغيرًا تابعًا عبارة عن متغير فئة.